# NRP Liz (1914)
O NRP Liz foi um contratorpedeiro construído na Itália, durante a Primeira Guerra Mundial e transferido para o serviço da Royal Navy britânica, através da Marinha Portuguesa.
O navio destinava-se, originalmente à Regia Marina italiana. Por acordo, entre os governos italiano e britânico, foi decidida a cedência do navio à Royal Navy. No entanto, a neutralidade italiana levou a que a transferência do navio se fizesse através de um intermediário, Portugal, então também ainda neutral, mas com um acordo de aliança militar com o Reino Unido.
O contratorpedeiro foi incorporado na Marinha Portuguesa e baptizado Liz, em Génova. De Génova foi trazido para Portugal, sob o comando do primeiro-tenente Oliveira Muzanty, que o entregou, em Sesimbra, à Royal Navy.
O Liz foi o primeiro navio português com propulsão a nafta. Tendo navegado sob a Bandeira de Portugal, apenas de 20 de dezembro de 1914 a 31 de maio de 1915, deverá ter sido dos navios a servir durante menos tempo a Marinha Portuguesa.
O navio - rebaptizado como HMS Arno pela Royal Navy - afundou-se, alguns meses depois de entrar ao serviço, devido a uma colisão.
Em 1921, a designação "Liz" voltou a ser dada, pela Marinha Portuguesa, a um torpedeiro da classe Ave.